# 秦茜
秦 茜（しん・せん、1987年12月7日 - ）は、中国の女子柔道家。

## 来歴
地理的に（浙江省在住）近いという理由で東京開催の2010年世界柔道選手権大会中国代表選手に選出される。78kg超級では決勝戦で開催国日本の杉本美香相手に四度の指導を受け反則負け、無差別級でも同じく杉本に敗退し銀メダル二つという成績だった。2011年の世界選手権では杉本に一本勝ちしリベンジを果たすも、決勝では同じ中国の佟文に一本負けを喫し、2大会連続の銀メダルに終わった。
2012年のワールド・マスターズ決勝では不戦勝ながら佟文を破って優勝したが、
ロンドンオリンピックには佟文がいたため出場できなかった。

## 主な戦績
（階級表記のない大会は全て78kg超級での成績）
- 2008年 - 世界団体 3位
- 2008年 - 東アジア選手権 優勝
- 2008年 - 世界選手権 5位
- 2009年 - グランドスラム・パリ 5位
- 2009年 - ユニバーシアード 優勝
- 2009年 - グランプリ・アブダビ 優勝
- 2009年 - グランプリ・青島 優勝
- 2009年 - 東アジア大会 78kg超級 優勝、無差別 優勝
- 2010年 - ワールドマスターズ 優勝
- 2010年 - グランドスラム・リオデジャネイロ 5位
- 2010年 - ワールドカップ・サンパウロ 2位
- 2010年 - グランドスラム・モスクワ 3位
- 2010年 - ワールドコンバットゲームズ 無差別 優勝
- 2010年 - 世界選手権 78kg超級 2位、無差別 2位
- 2010年 - アジア大会 2位
- 2010年 - グランプリ・青島 3位
- 2011年 - ワールドマスターズ 5位
- 2011年 - グランプリ・デュッセルドルフ 3位
- 2011年 - ワールドカップ・プラハ 優勝
- 2011年 - アジア選手権 5位
- 2011年 - グランドスラム・モスクワ 5位
- 2011年 - ワールドカップ・マドリード 2位
- 2011年 - ユニバーシアード 優勝
- 2011年 - 世界選手権 2位
- 2011年 - 世界選手権 無差別 5位
- 2011年 - グランプリ・アムステルダム 2位
- 2011年 - グランプリ・青島 2位
- 2012年 - ワールドマスターズ 優勝
- 2012年 - ワールドカップ・ブダペスト 優勝
- 2012年 - アジア選手権 優勝
- 2012年 - 世界団体 2位
- 2013年 - 東アジア大会 優勝
- 2013年 - グランプリ・青島 優勝
- 2013年 - グランドスラム・東京 3位
- 2014年 - グランドスラム・チュメニ 3位
- 2015年 - グランプリ・ウランバートル 優勝